# Ананьев, Артём Николаевич
Ана́ньев Артём Никола́евич (род. 4 января 1985, Владимир, РСФСР, СССР) — российский композитор, пианист, педагог, член Союза композиторов РФ (2010).

## Биография
В 2002—2007 гг. учился в Московской консерватории в классе Героя Социалистического Труда, народного артиста СССР, профессора Т. Н. Хренникова, так же среди его учителей — композитор Т. А. Чудова и пианист Н. Л. Штаркман. Стипендиат академического оркестра «Musica Viva», (1993-94), лауреат премии фонда М. Л. Ростроповича (2006), стипендиат фонда «Новые имена» (1999—2002). Лауреат всероссийских и международных конкурсов. Преподает в Московской консерватории на кафедре композиции, заведующий кафедрой музыкально-информационных технологий.

## Творчество
Работает в жанрах камерно-инструментального, симфонического, хорового, театрального музыкального искусства. Участник различных международных проектов, концертов и фестивалей современной музыки: «Московская осень», BRICS-musical greeting, «МОНО.театр», «Времена года», «Лаборатория современной оперы», «Весна в России» и др., как композитор, пианист, дирижер.
Сотрудничает с симфоническими оркестрами: БСО им. П. И. Чайковского, Министерства обороны России, Московской консерватории, радио «Орфей», камерными оркестрами «Musica viva» и «Времена года»; ансамблями: «Студия новой музыки», «Концертино», «Эйдос», «Rusquartet»; хоровыми коллективами: Московский хоровой театр, «Ex Oriente Lux», Концертный хор МГИМ имени А.Г Шнитке, Камерный хор Московской консерватории. В числе дирижеров, исполнявших музыку А. Ананьева — А. Рудин, Б. Певзнер, С. Кондрашов, И. Дронов, А. Соловьев, Р. Белышев, В. Валеев, А. Капланов, С.Сидоренко, В. Булахов, Н. Соколов, С. Тарарин и др.

## Избранные произведения

### Оперы
- Квадратура круга, (2013)'

### Балеты
- Аллегории, камерный балет (2015)
- Волшебный кувшин[1], балет-сказка (2016)

### Для оркестра
- Симфония (2007)
- KS-Variations (2011)
- Fantasia Catala (2014)
- Эпитафия, для струнного оркестра и солирующих колоколов (2015)

### Для солирующего инструмента с оркестром
- «Баллада», для виолончели и симфонического оркестра (2001, оркестровано 2004)
- Piano&Strings, для фортепиано и струнного оркестра (2012)
- «Minoan concerto», для органа и струнного оркестра (2015)

### Камерная музыка
- Камерная симфония (моно-балет «Машенька»), для камерного оркестра (ансамбля солистов) и танцовщицы по одноименному роману В. В. Набокова (2005—2006)
- Квартет, для двух скрипок, альта и виолончели (2002)
- Квартет, для флейты, гобоя, арфы и фортепиано (2000)
- Соната, для фортепиано (1998)
- «Вариации» на тему «Dies Irae», для виолончели solo (2003)
- Квартет, для четырех флейт (2003)
- Vertov-soundtrack, мультимедиа-композиция для струнного квартета, фортепиано и видео (2011)

### Камерно-вокальные
- «Влюбленность», для сопрано, альта и фортепиано текст К. Бальмонта, в редакции композитора (2004)
- «Vocalise», для сопрано и струнного квартета (2002)

### Фортепианные
- Пасскалья и фугаg-moll, для фортепиано (1999)
- Вариации для фортепиано (2002)
- «Presto fantastico»  для фортепиано (2001)

### Хоровые
- «Два хора», на стихи русских поэтов для смешанного хора и солистов (2000)
- «Литургия»(в четырех частях), для солиста-контр-тенора и мужского хора (2003)
- Renovatio mundi, для солистов, смешанного хора и органа (латинск. текст: Adam de Sancto Victore/ Адам Сен-Викторский (XII в.), русск. текст (поэтический перевод): С. С. Аверинцев (2014)
- «Моление святого благоверного князя Андрея Боголюбского», для смешанного и струнного оркестра (текст: Ипатьевская летопись) (2014, версия для хора и органа 2015)
- Родина, для смешанного хора (на текст интервью В. Г. Распутина) (2015)

### Каденции к фортепианным концертам
- Каденция к 1-й части Концерта В. А. Моцарта (Es-dur) № 9
- Каденции ко 2-й и 3-й частям второго концерта Т. Н. Хренникова